# Classe Edsall
La classe Edsall di cacciatorpediniere di scorta appartenne alla United States Navy e fu realizzata durante la seconda guerra mondiale. L'unità capoclasse USS Edsall (DE-129) è entrata in servizio il 10 aprile 1943.
Alcune unità sono state in servizio nella US Coast Guard.

## Danneggiati o distrutti durante il conflitto
- DE-136 USS Frederick C. Davis
- DE-143 USS Fiske
- DE-319 USS Leopold
- DE-320 USS Menges
- DE-401 USS Holder

## Trasferiti alla to US Coast Guard tra il 1951 e il 1954
- DE-322 USS Newell - riclassificato WDE-422
- DE-324 USS Falgout - riclassificato WDE-424
- DE-325 USS Lowe - riclassificato WDE-425
- DE-328 USS Finch - riclassificato WDE-428
- DE-331 USS Koiner - riclassificato WDE-431
- DE-334 USS Forster - riclassificato WDE-434
- DE-382 USS Ramsden - riclassificato WDE-482
- DE-385 USS Richey - riclassificato WDE-485
- DE-387 USS Vance - riclassificato WDE-487
- DE-389 USS Durant - riclassificato WDE-489
- DE-391 USS Chambers - riclassificato WDE-491

## Trasferiti ad altre marine
- DE-250 USS Hurst - al  Messico ribattezzato Comodoro Manuel Azueta Perillos (E-30) è attualmente in servizio nella Armada de Mexico con compiti addestrativi
- DE-251 USS Camp - al  Vietnam del Sud ribattezzato Tran Hung Dao e successivamente nel 1976 alle  Filippine ribattezzato Rajah Lakandula; radiato nel 1998, a partire dal 1999 è utilizzato come nave caserma
- DE-326 USS Thomas J. Gary - alla  Tunisia nel 1973 ribattezzato Presidente Bourguiba è stato ritirato dal servizio nel 1992 in seguito ad un incendio
- DE-334 USS Forster - al  Vietnam del Sud ribattezzato Tran Khanh Du e più tardi catturato da forze navali del  Vietnam del Nord alla fine della guerra del Vietnam ribattezzato Dai Ky è stato attivo fino al 1997 e dal 1999 utilizzato per addestramento statico

## Navi di rilievo della classe
- DE-133 USS Pillsbury -  nave sorella della USS Pope. Fece parte del Task Group 22.3 con la Pope e partecipò alla cattura dell'U-505.
- DE-149 USS Chatelain (DE-149) -  fece parte del Task Group 22.3 con la Pope e con la Pillsbury e partecipò alla cattura dell'U-505.
- DE-135 USS Flaherty (DE 135) - fece parte del Task Group 22.3 con la Pope, con la Pillsbury e con la Chatelain e partecipò alla cattura dell'U-505.
- DE-134USS Pope (DE 134) - fece parte del Task Group 22.3 sotto il comando della portaerei di scorta USS Guadalcanal con la Pope e partecipò alla cattura dell'U-505.
- DE-144 DE-144 USS Frost - affondò 5 U-boats tedeschi e fu decorata con la Presidential Unit Citation, 7 battle stars.
- DE-238 DE-238 USS Stewart - l'unico esemplare sopravvissuto della classe Edsall, si trova nel museo navale di Galveston, Texas.
- DE-136 USS Frederick C. Davis (DE 136) e USS Herbert C. Jones (DE 137) -  ricevettero ognuna una Navy Unit Commendation per le azioni compiute durante lo sbarco di Anzio.
- DE-329 USS Kretchmer (DE 329) ricevette una Navy Unit Commendation per l'azione tre giorni dopo la fine della guerra.
- DE-238 USS Steward (DE 238) conservata nel museo navale di Galveston Texas.